# László Lukács
László Lukács von Erzsébetváros (* 24. November 1850 in Zalatna, Komitat Unterweißenburg; † 23. Februar 1932 in Budapest) war Politiker, langjähriger Finanzminister und 1912/13 Ministerpräsident Ungarns.

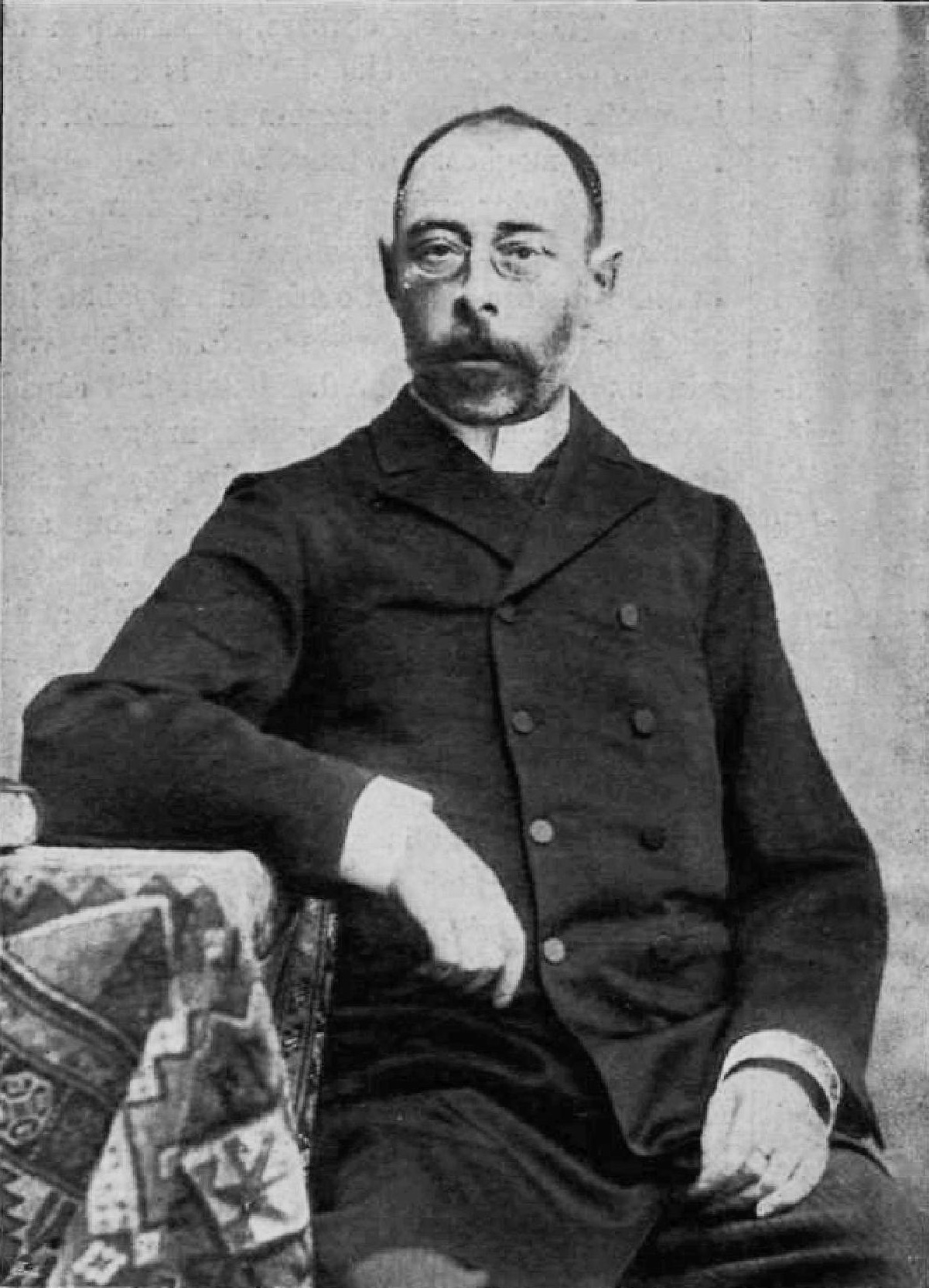
László Lukács 1895

## Leben
Lukács studierte Jus an der Universität Klausenburg und unterrichtete als Professor an der Rechtsakademie in Győr. 1877 übernahm er die Leitung des Erzbergwerks seiner Familie in Zalatna und ab 1878 war er für die Liberale Partei Abgeordneter im ungarischen Reichstag.
Lukács war 1887 bis 1891 hoher Finanzbeamter, von 1893 bis 1895 in der Regierung Wekerle Staatssekretär für Finanzen und anschließend in mehreren Regierungen bis 1905 Finanzminister. Nach einer politischen Pause war er ab 1910 wieder Finanzminister in der Regierung Károly Khuen-Héderváry.
Nach dem Rücktritt von Khuen-Héderváry wurde Lukács am 22. April 1912 zum Ministerpräsidenten und amtierte gleichzeitig als Innenminister. In seiner Amtszeit bekämpfte er gewaltsam die Obstruktion der Opposition und ließ ein Wehr- und ein Wahlgesetz verabschieden. Wegen grober finanzieller Unregelmäßigkeiten bei der Finanzierung der Wahlkampagne der von ihm gegründeten Partei der Nationalen Arbeit musste Lukács am 10. Juni 1913 dem neuen Parteichef István Tisza sein Amt überlassen.